# Powstanie Piotra i Asena w Bułgarii
Powstanie Piotra i Asena w Bułgarii – epizod wojen bizantyńsko-bułgarskich, który miał miejsce w roku 1185.
W listopadzie 1185 r. bojarzy Piotr i Asen wzniecili w Bułgarii powstanie przeciwko cesarzowi Bizancjum Izaakowi II. Początkowo powstańcy odnosili szereg sukcesów, bijąc m.in. dwie wysłane przeciwko nim armie bizantyjskie. 
Latem 1186 r. cesarz Izaak II wkroczył ze swoim wojskiem do Bułgarii, odzyskując utracone ziemie. Obaj przywódcy powstania po kilku miesiącach powrócili jednak na czele armii Kumanów ponownie zajmując Bułgarię oraz pustosząc Trację. W październiku 1186 r. Bizantyjczycy pobili powstańców w bitwie pod twierdzą Lardea w Tracji, rok później oblegli Łowecz. Po kilku miesiącach oblężenia Izaak II zdecydował się podjąć rozmowy z powstańcami, uznając w końcu powstanie państwa bułgarskiego między Dunajem a Starą Płaniną. W 1187 r. Asen koronował się na cara Bułgarii jako Asen I.

## Literatura
- Zygmunt Ryniewicz: Leksykon bitew świata, wyd. Almapress, Warszawa 2004.